# Анкудиновская
Анкудиновская — деревня в Вожегодском районе Вологодской области.
Входит в состав Нижнеслободского сельского поселения, с точки зрения административно-территориального деления — в Нижнеслободский сельсовет.
Расстояние по автодороге до районного центра Вожеги — 45 км, до центра муниципального образования Деревеньки — 4 км. Ближайшие населённые пункты — Якутинская, Олюшинская, Якунинская.
По переписи 2002 года население — 14 человек.